# Nga hoàng cuối cùng
Nga hoàng cuối cùng là một bộ phim truyền hình bán tài liệu dài sáu tập bằng tiếng Anh, được công chiếu trên Netflix vào ngày 3 tháng 7 năm 2019. Bộ phim tường thuật những năm tháng trị vì của Nicholas II, vị hoàng đế cuối cùng của Vương triều Romanov Nga, kể từ khi ông lên ngôi vào năm 1894 cho đến khi bị ám sát vào năm 1918.

## Diễn viên
- Robert Jack trong vai Sa hoàng Nikolai II
- Susanna Herbert trong vai Sa hậu Aleksandra Fyodorovna (vốn là Alix của Hessen và Rhein)
- Ben Cartwright trong vai Grigori Rasputin
- Oliver Dimsdale trong vai Pierre Gilliard
- Bernice Stegers trong vai Thái hậu Maria Fyodorovna
- Gerard Miller trong vai Hoàng tử Yusupov
- Steffan Boje trong vai TS. Schmidt
- Indre Patkauskaite trong vai Anna Anderson
- Elsie Bennett trong vai Đại vương công phu nhân Yelizaveta Fyodorovna
- Jurga Seduikyte trong vai Militsa
- Duncan Pow trong vai Yurovsky
- Karina Stungyte trong vai Nữ Đại vương công Stana Nikolaevna
- Milda Noreikaite trong vai Nữ Đại vương công Militza Nikolaevna
- Michelle Bonnard trong vai Praskovya
- Gavin Mitchell trong vai Đại vương công Sergey Aleksandrovich của Nga
- Karolina Elzbieta Mikolajunaite trong vai Nữ Đại vương công Olga Nikolayevna
- Aina Norgilaite trong vai Nữ Đại vương công Tatyana Nikolayevna
- Gabija Pazusyte trong vai Nữ Đại vương công Anastasiya Nikolayevna
- Digna Kulionyte trong vai Nữ Đại vương công Mariya Nikolayevna
- Oskar Mowdy trong vai Thái tử Aleksey

## Tập phim
| TT. | Tiêu đề                 | Ngày phát sóng gốc |
| --- | ----------------------- | ------------------ |
| 1   | "Người được chọn"       | 3 tháng 7 năm 2019 |
| 2   | "Con trai"              | 3 tháng 7 năm 2019 |
| 3   | "Hỗn loạn"              | 3 tháng 7 năm 2019 |
| 4   | "Trận chiến"            | 3 tháng 7 năm 2019 |
| 5   | "Cuộc cách mạng"        | 3 tháng 7 năm 2019 |
| 6   | "Nhà Mục đích đặc biệt" | 3 tháng 7 năm 2019 |

## Phản hồi
Trên chuyên trang tổng hợp bài phê bình Rotten Tomatoes, bộ truyện có mức đánh giá xấp xỉ 60% với điểm đánh giá trung bình là 6/10, dựa trên 10 bài phê bình.
Nga hoàng cuối cùng được The Guardian mô tả là "một cánh cửa Wikipedia siêu thực đầy sức sống", trong một bài đánh giá chỉ ra nhiều sai sót sản xuất phim như chai rượu có nhãn "vodka" viết sai chính tả bằng chữ Kirin và bức ảnh chụp Quảng trường Đỏ, được cho là vào năm 1905 nhưng lại có Lăng Lenin mà mãi đến năm 1924 mới được xây dựng.